# Jean-Joseph Languet de Gergy
Pour les autres membres de la famille, voir famille Languet.
Jean-Joseph Languet de Gergy, né à Dijon le 25 août 1677 et mort à Sens le 11 mai 1753, est un homme d'Église et théologien français, évêque de Soissons puis archevêque de Sens. C'est aussi un anti-janséniste notoire.

## Sa vie et son œuvre

### Sa famille
D'une famille de la plus ancienne noblesse de Bourgogne, anoblie par Jean de Montaigu-Sombernon le 8 mars 1373. Son père Denis Languet de Gergy, procureur général au parlement de Bourgogne, sa mère, Marie Robelin de Saffres. Il est aussi arrière-petit-neveu de Pétronille Languet de Gergy épouse du célèbre Barthélémy de Chasseneux, seigneur de Prélay et premier président du parlement de Provence (en 1532). Il est le frère de Jean-Baptiste Languet de Gergy, abbé de l'abbaye de Bernay (Eure), et curé de l'église Saint-Sulpice à Paris (voir son tombeau dans cette église) connu pour avoir refusé d'administrer les saints sacrements à Marie Louise Élisabeth d'Orléans, duchesse de Berry. Veuve depuis 1714, la jeune femme accumule les amants et cache mal des grossesses. Fin mars 1719, "la féconde Berry" semble près de mourir alors qu'elle dissimule un accouchement très laborieux au palais du Luxembourg. Sourd aux pressions de Philippe d'Orléans (1674-1723) en personne, Languet exige que la princesse chasse du palais le comte de Riom, lieutenant de sa garde, et sa dame d'atour, la marquise de Mouchy, avec lesquels elle fait ménage à trois. La parturiente finit par accoucher sans céder aux exigences de l'inflexible curé. Un autre de ses frères, Jacques-Vincent Languet de Gergy, est ambassadeur de France à Venise.

### Son parcours
Ambitieux, Jean-Joseph Languet de Gergy est compatriote et protégé du cardinal de Bissy et de Bossuet. Ce dernier l'introduit auprès de Louis XIV et le fait nommer aumônier de la dauphine. Il est à la même époque vicaire général d'Autun, diocèse dans lequel se trouve la paroisse de Paray-le-Monial où est inhumée Marguerite-Marie Alacoque. Chargé d'enquêter sur les miracles que l'on dit s'être produits autour de sa tombe, il écrira une biographie de la sainte en 1729. Informateur puis conseiller du cardinal de Fleury après s'être émancipé de l'archevêque de Paris Louis de Noailles, il est nommé évêque de Soissons en 1715 et il est élu membre de l'Académie française en 1721. Abbé de l'abbaye Saint-Just-en-Chausée au diocèse de Beauvais en décembre 1723, il devient également celui de  l'abbaye Notre-Dame de Coatmalouen en 1729. Il est nommé archevêque de Sens en 1730 mais conserve une attention particulière sur la vie parisienne grâce surtout à l'anti-janséniste Mme Luilier et à Mlle Desbordes qui sont ses principales informatrices.  Il devient conseiller d'État en 1747. Il unit en 1751, l'abbaye de la Joie-lès-Nemours à celle de Mont-Notre-Dame-lès-Provins.
Il était supérieur de la Maison et du Collège de Navarre.
Sa « vie de Marguerite-Marie Alacoque » est violemment attaquée par les jansénistes opposés au culte du Sacré-Cœur. Défenseur en outre de la bulle Unigenitus, il est mêlé à de nombreuses controverses politico-religieuses et se fait connaître autant par le nombre que par le mordant de ses pamphlets. Il appartient au « parti des dévots » opposé aux philosophes des Lumières et combat farouchement les candidatures de Montesquieu et de Voltaire à l'Académie.
Languet de Gergy, outre ses traités et pamphlets religieux, est l'auteur de livres d'offices, de catéchismes et de lettres pastorales.

## Écrits
Languet de Gergy, représente la résistance catholique au jansénisme, ainsi qu'au rationalisme de Montesquieu et de Voltaire.
La bienveillance de Dieu

« Vous hésitez de croire que Dieu veuille vous sauver ; vous craignez qu'il ne vous pardonne point ; vous pensez qu'il ne vous aime pas tant que d'autres qu'il a sauvés ; vous vous imaginez que sa miséricorde, épuisée en votre faveur, a cédé la place à la justice et à la vengeance.

Comme ces doutes et ces idées s'opposent à l'amour qui doit être dans votre cœur, dont le motif le plus pressant devrait être que ce Dieu de bonté vous aime tout pécheur et tout misérable que vous êtes, qu'il vous aime assez pour vous appeler, pour vous recevoir et pour vous pardonner ! Pour moi, ô mon Dieu, c'est là ce qui m'attendrit le plus, et ce qui me touche le plus vivement.
Si j'étais saint, si j'étais parfait, si j'étais juste, il me semble que j'aurais moins de sujets d'admirer votre bonté. Mais ce qui m'étonne, et ce qui augmente mon amour pour vous, avec ma reconnaissance, c'est que, malgré mes misères, vous m'aimiez encore, c'est que tout pécheur, tout ingrat, tout infidèle que je suis, je sois encore, dans cet état, l'objet de vos empressements et de vos bienfait. C'est là ce qui amollit la dureté de mon cœur : il ne peut plus y résister. »

— Traité de la confiance en la miséricorde de Dieu, Avignon, 1828, p. 28s.

## Principales publications
- Du Véritable esprit de l'Église dans l'usage de ses cérémonies, ou Réfutation du traité de D. Cl. de Vert intitulé : « Explication simple et historique des cérémonies de l'Église » (1715)
- Traité de la confiance en la miséricorde de Dieu, augmenté d'un Traité du faux bonheur des gens du monde et du vrai bonheur de la vie chrétienne (1718).   Texte en ligne
- Office de la semaine sainte en latin et en français à l'usage de Rome et de Paris avec des réflexions et méditations, prières et instructions pour la confession et la communion, dédié à la Reine pour l'usage de sa maison, frontispice et planches hors-texte de Jean-Baptiste Scotin, Veuve Mazières et Garnier, 1728.
- La Vie de la vénérable Mère Marguerite-Marie, religieuse de la Visitation Sainte Marie du monastère de Paray-le-Monial en Charolais, morte en odeur de sainteté en 1690 (1729)
- Traité sur les moyens de connaître la vérité dans l'Église (1749)
- Recueil d’écrits polémiques (1752)
- Catéchisme du diocèse de Sens, Québec, Brown & Gilmore (1765)
- Mémoires inédits de Languet de Gergy, archevêque de Sens (1863). In La Famille d'Aubigné et l'enfance de Mme de Maintenon par Théophile Lavallée.